# Canehan
Canehan é uma comuna francesa na região administrativa da Normandia, no departamento de Sena Marítimo. Estende-se por uma área de 6,19 km². Em 2010 a comuna tinha 371 habitantes (densidade: 59,9 hab./km²).